# Cebrenninus laevis
Cebrenninus laevis là một loài nhện trong họ Thomisidae.
Loài này thuộc chi Cebrenninus. Cebrenninus laevis được Tord Tamerlan Teodor Thorell miêu tả năm 1890.